# Boston Red Sox
I Boston Red Sox sono una delle franchigie di baseball della Major League Baseball (MLB), fondata nel 1901 a Boston, Massachusetts sotto il nome di Boston Americans, sono stati anche soprannominati nei primi anni Boston Somersets, in onore del primo proprietario Charles Somers. Fin dal 1912 la squadra gioca le proprie partite interne al Fenway Park, che è il più antico ancora esistente tra gli stadi della Major League Baseball.
L'attuale denominazione Red Sox, scelta dal terzo proprietario John Irving Taylor nel 1908, è una contrazione dialettale della parola Red Socks (in italiano Calze Rosse) e deriva dal colore dei calzettoni indossati dai giocatori della squadra.
La franchigia, tra le più famose al mondo, vinse cinque World Series tra il 1903 ed il 1918, ma in seguito non riuscì più a conquistare il titolo per un periodo di 86 anni (dal 1918 al 2004); si credette che questo fatto fosse stato causato dalla cessione di Babe Ruth (soprannominato Il Bambino) ai rivali dei New York Yankees, tanto che la gente iniziò a parlare di una presunta maledizione, a cui venne dato il nome di Maledizione del Bambino. Tuttavia nel 2004 i bostoniani tornarono alla vittoria, replicandosi poi anche nel 2007, 2013 e nel 2018.
Dal 2001 la proprietà della franchigia è detenuta dall'imprenditore Tom Werner, che possiede anche la squadra di calcio inglese del Liverpool Football Club, militante nella Premier League (prima divisione inglese).

## Storia

### Nascita
Nel 1901 Ban Johnson, presidente della Western League of Professional Baseball Clubs, decise di trasformare la sua lega in una major league, dando vita alla American League. Nel progetto di Johnson non c'era l'idea di una squadra a Boston: la città del Massachusetts già possedeva una compagine professionistica di baseball, i Boston Braves (oggi Atlanta Braves), che militavano nella National League. Tuttavia, grazie alle pressioni e all'intraprendenza del magnate dell'industria del carbone Charlie Somers, anche la città di Boston entrò nel circuito dell'American League, ospitando la squadra assunse il nome di Boston Americans, in onore alla lega di appartenenza e per distinguersi dai Boston della National League, e diventò una delle otto fondatrici della neonata lega.
Nei primi anni di vita, tra il 1901 e il 1903, la squadra era soprannominata (prevalentemente dalla stampa) Boston Somersets, in onore del primo proprietario Charles Somers. Con il nome di Boston Americans, i Red Sox vinsero le World Series 1903, le prime della storia della MLB.
Solo nel 1908 la compagine di Boston assunse il nome di Red Sox, per via delle calzette rosse abbinate alle divise da gioco, cosa che non nuova per la città, in quanto il nomignolo Red Stockings era già stato affibbiato all'altra squadra di Boston diventata nel frattempo Boston Braves.

### Gli anni delle vittorie

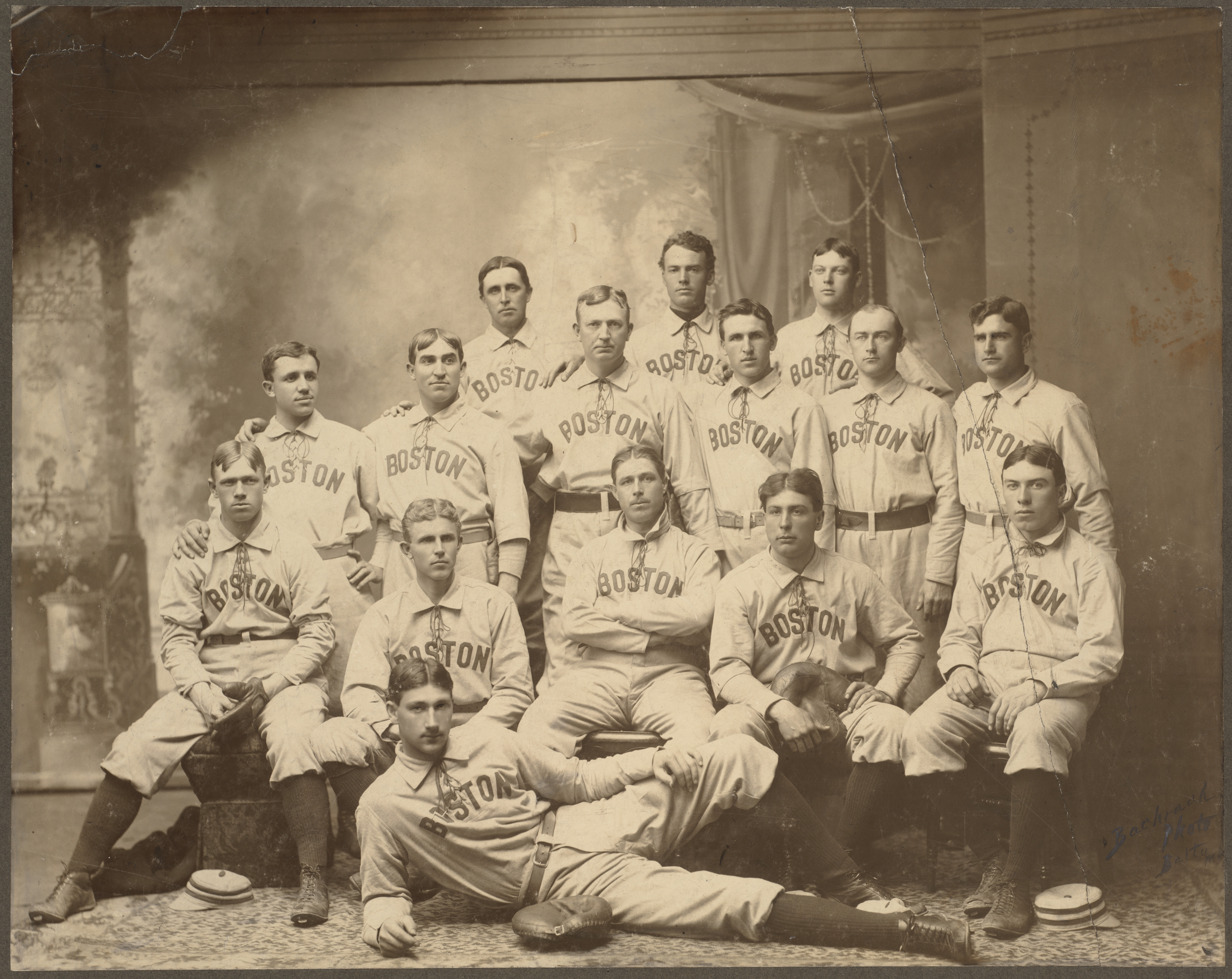
I Boston Americans del 1901

I Boston Red Sox cominciarono la loro presenza nella lega subito con il favore dei pronostici: come gran parte delle altre squadre della American League anche i Red Sox avevano rafforzato la propria rosa attirando numerosi giocatori militanti nel Senior Circuit con la concessione di salari più elevati.
Grazie a giocatori quali Jimmy Collins, Patsy Dougherty, Buck Freeman, Chick Stahl e soprattutto Cy Young i Red Sox si aggiudicarono il pennant nell'anno 1903 e giocarono le appena istituite World Series contro i Pittsburgh Pirates, vincendo 5-3 la serie finale (che allora si disputava al meglio delle 9 partite), dopo una rimonta cominciata dal 3-1. Nel 1904 i Red Sox riconquistarono il pennant della American League ma John T. Brush, l'allora proprietario dei New York Giants, campioni della National League, si rifiutò di far disputare alla propria squadra la serie finale e le World Series non furono tenute.
Gli anni successivi furono per i Red Sox anni di alti e bassi ma in cui la società ricostruì una solida base per vincere; infatti, nel 1912, anno di inaugurazione dello storico Fenway Park, i Boston Red Sox tornarono in cima alla American League con una stagione da 105 vittorie e 47 sconfitte. Nelle World Series affrontarono i Giants vincendo 4-3 la serie (ormai al meglio delle sette), ribaltando nel decimo inning di gara 7 il risultato che li vedeva in svantaggio per 2-1.
Gli anni successivi furono ancora anni di costruzione per la società che si assicurò giocatori importanti quali Carl Mays, Ernie Shore, Dutch Leonard, ma soprattutto il debuttante Babe Ruth, forse il più grande giocatore della storia della MLB.

### L'era di Babe Ruth

Logo ricamato sui cappellini da gioco dei Red Sox, in uso dal 1979

Con una squadra molto ben attrezzata i Boston Red Sox vinsero l'American League nel 1915 e l'anno successivo, aggiudicandosi inoltre in entrambi gli anni le World Series, prima contro i Philadelphia Phillies e successivamente contro i Brooklyn Robins.
Il 1917 fu per i Red Sox un anno difficile, segnato da un evento che avrebbe influito sull'intero futuro della franchigia: il proprietario Joe Lannin, in seguito ad una crisi finanziaria cedette la squadra al produttore teatrale Harry Frazee. Sotto la nuova proprietà i Red Sox disputarono un eccellente campionato ma furono preceduti nella classifica della America League dai Chicago White Sox, che si aggiudicarono anche le World Series.
L'anno successivo, segnato dal cambiamento di ruolo di Babe Ruth, i Red Sox tornarono a comandare la American League e si ripresentarono per la terza volta in quattro anni alle World Series dove affrontarono i Chicago Cubs conquistando il quinto titolo della loro storia.
Nonostante il gran numero di successi e l'indubbio dominio dimostrato dai Red Sox nel corso dei primi 17 anni di storia della lega, il proprietario Harry Frazee a fine decennio cominciò l'opera di smantellamento della rosa che porto la squadra nel 1918 ad ottenere un bilancio inferiore al 50%.
Il peggio doveva comunque ancora venire: il 9 gennaio 1920, per la somma di 125.000 dollari, Frazee cedette Babe Ruth ai New York Yankees per finanziare vari fallimentari spettacoli a Broadway. Veniva commesso quello che i tifosi dei Red Sox da allora ricordano come the Crime of the Century.
Oltre a Ruth, Frazee svendette altri 10 giocatori agli Yankees, sostenendo che questi erano l'unica squadra con la quale riusciva a fare scambi: fu il cosiddetto "the Rape of the Sox".
Con Babe Ruth e gli altri ex-Red Sox gli Yankees vinsero per 8 volte la American League, aggiudicandosi per 4 volte le World Series e intraprendendo la strada che li porterà a diventare una delle più famose squadre di sport professionistico al mondo mentre per i Red Sox, colpiti dalla "maledizione del Bambino", comincerà un periodo fatto di delusioni e sorprendenti sconfitte durato 86 anni.

### Gli anni della maledizione

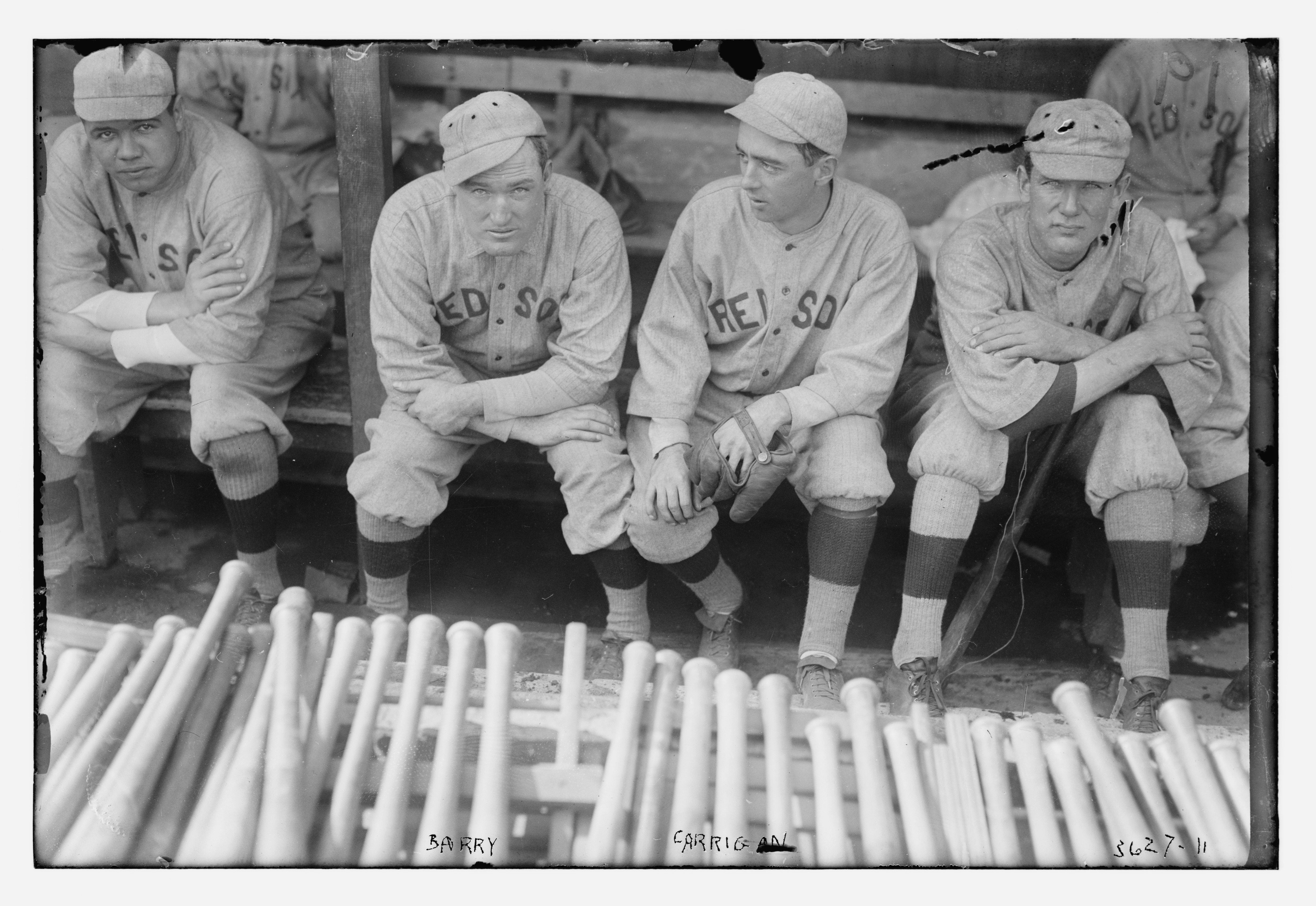
I Red Sox del 1916. Da sinistra a destra Babe Ruth, Bill Carrigan, Jack Barry e Del Gainer

Nei primi quattordici anni, la "maledizione del Bambino" fu per i Red Sox terribile: ultimi per nove volte, penultimi per due, si riaffacciarono alla post-season solo nel 1946; negli stessi anni gli Yankees, con cui nel frattempo cominciò una delle rivalità storiche dello sport professionistico americano, vinsero 10 titoli. Nel 1946 i Red Sox tornarono in vetta alla American League, riconquistando l'accesso alle World Series, soprattutto grazie all'apporto di Ted Williams, uno dei più grandi battitori della storia, ingaggiato qualche anno prima; nella serie finale però la squadra giocò al di sotto delle aspettative perdendo in sette gare con gli sfavoriti St. Louis Cardinals. Dopo due anni, nel 1948, i Red Sox costrinsero i Cleveland Indians ad uno spareggio per la conquista del pennant e anche in questo caso la formazione di Boston vide finire in anticipo la strada verso il titolo. L'ultima opportunità di quella che i tifosi ricordano con l'"era di Ted Sox" si presentò nel 1949: i Red Sox guidavano l'American League a due turni dalla fine, ma persero entrambi gli incontri con i rivali Yankees lasciandosi sfuggire il pennant per l'ennesima volta. Gli anni che seguirono furono nuovamente anni difficili per la squadra, che solo nel 1967 riuscì a riconquistare la vetta dell'American League e la possibilità di partecipare alle World Series dopo una rimonta ai danni dei Minnesota Twins e dei Detroit Tigers. Ancora una volta di fronte ai Red Sox si presentarono i St. Louis Cardinals, e ancora una volta Boston perse la serie in sette partite. Dopo un altro colpo inferto dalla "maledizione del Bambino" nel finale della stagione 1972, quando i Red Sox persero in maniera rocambolesca gli incontri decisivi con i Tigers ritrovandosi con mezza partita di scarto in classifica e vedendo precluso il loro accesso alla post-season, nel 1975 la squadra visse una delle migliori stagioni della propria storia. Durante la regular-season comandarono agevolmente la loro division, nel turno di play-off eliminarono in quattro gare gli Oakland Athletics e si presentano alle World Series contro i Cincinnati Reds ancora una volta con i favori del pronostico; tuttavia dopo una facile vittoria in gara 1 Boston fu costretta più volte ad inseguire, portando la serie a gara 7 dove i Reds conquistarono il secondo titolo della loro storia. I Boston Red Sox venivano ancora una volta sconfitti alle World Series in sette gare.
Nel 1978 ancora una volta la squadra guidava la propria Division con quattro partite di lunghezza sui rivali Yankees, quando, in una serie di quattro gare autunnali al Fenway Park, New York ribaltò la situazione, dominando in tutti e quattro gli incontri con dei punteggi incredibili. Gli Yankees chiusero rispettivamente con 15-3, 13-2, 7-0, 7-4 in quello che gli annali di baseball ricordano come il "Boston Massacre".
Ciò nonostante i Red Sox rimasero appaiati agli Yankees per il prosieguo della stagione e costrinsero la squadra newyorkese ad uno spareggio: New York vinse e ancora una volta Boston vide sfumare le sue possibilità di interrompere la maledizione. Trascorsero ancora anni difficili fino a che nella stagione 1986 i Red Sox, guidati da Roger Clemens, uno dei migliori lanciatori di ogni epoca, raggiunsero per l'ennesima volta le World Series: ad affrontarli c'erano i New York Mets che riuscirono a portare la forte squadra di Boston a gara 6; in quella partita un errore del prima base Bill Buckner consentì ai Mets di ribaltare un risultato che ormai sembrava scritto, costringendo i Red Sox, in vantaggio al decimo inning e ormai ad un passo dalla vittoria, a disputare gara 7 dove New York incredibilmente si impose.
Per la quarta volta i Red Sox perdevano il titolo nell'ultima partita della serie finale.
C'è infine un'ultima vicenda, collegata alla maledizione del Bambino, che occorre narrare e riguarda la stagione 2003. In quell'anno i Red Sox approdano alla finale di lega affrontando i favoritissimi Yankees guidati da Joe Torre. A dispetto delle premesse la serie si rivela molto equilibrata ed alla fine i Red Sox si presentano allo Yankee stadium, il 16 ottobre, per giocare gara 7 con i favori del pronostico, potendo schierare sul monte Pedro Martinez, forse il lanciatore più forte della sua epoca. Anche se la partita sembra mettersi bene per Boston, che arriva a condurre per 4-0 all'inizio della quinta ripresa, l'esito è tipico degli anni della maledizione: gli odiati rivali riescono a rimontare e vincono 6-5 in 11 inning.

### "It's over": la stagione 2004

Il logo della franchigia utilizzato fino al 2008

Nel 2004 i Boston Red Sox iniziarono la stagione suscitando gli apprezzamenti degli addetti ai lavori; nonostante tutto, durante la regular season la squadra risentì di numerosi alti e bassi. Il 28 settembre, in seguito ad una decisiva vittoria contro i Tampa Bay Rays, i bostoniani riuscirono a qualificarsi per i play-off grazie alla wild card dell'American League.
Nel primo turno dei play-off i Red Sox affrontarono gli Anaheim Angels, campioni della West Division: vinsero per 3-0 una serie relativamente semplice e al pennant si apprestarono ad affrontare nuovamente gli Yankees, che nel turno precedente si erano imposti per 3-1 sui Minnesota Twins.
La squadra di New York si aggiudicò le prime tre gare, portando la serie sul 3-0, dimostrando sul campo quella che sembrava una superiorità netta; tuttavia, sospinti dal pubblico del Fenway Park (per l'intera durata delle gare espose dei cartelli con la scritta We Believe), i Red Sox vinsero le gare 4 e 5 in casa ed impattarono sul 3-3 in trasferta, per poi chiudere in gara 7 una rimonta che li vide vincitori per 4-3 nella serie: non era mai capitato nella storia del baseball professionistico che una squadra sotto 3-0 in una serie dei play-off riuscisse a rimontare e a vincere. La "maledizione del Bambino" cominciava a non fare più paura.
Alle World Series i Red Sox incontrarono i St. Louis Cardinals, autori di una stagione molto positiva; la squadra di Boston dominò la serie e con un perentorio 4-0 si aggiudicò il titolo della Major League Baseball (MLB) dopo 86 anni di attesa.

### 2005-2007, un'altra World Series

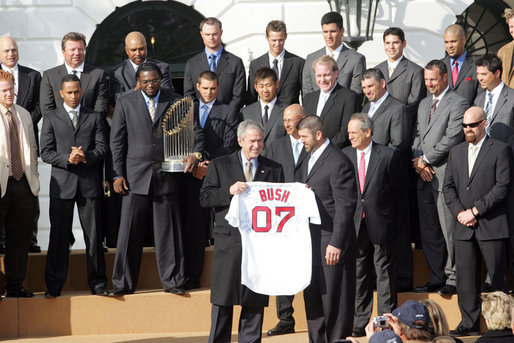
La squadra col Presidente George W. Bush dopo la vittoria alle World Series del 2007

La difesa del titolo riconquistato dopo 86 anni non riuscì nella stagione 2005, complici anche una lunga serie di infortuni e prestazioni poco convincenti di alcuni degli eroi del 2004, soprattutto Curt Schilling. Dopo un lungo duello con i New York Yankees ed i Cleveland Indians, i Red Sox raggiunsero i play-off, ma vennero eliminati al primo turno dai Chicago White Sox (0-3), che avrebbero poi vinto le World Series in finale contro gli Houston Astros. Nonostante l'acquisto di uno dei migliori lanciatori della lega, Josh Beckett, anche il 2006 non fu un anno felice per i bostoniani; la squadra, infatti, chiuse al 3º posto nella division, non qualificandosi ai play-off. Il nuovo record di franchigia per numero di home run in una singola stagione, stabilito da David Ortiz con 54, e l'ottima annata del closer Jonathan Papelbon furono tra i pochi momenti positivi di una stagione che vide, tra l'altro, la cessione dell'idolo dei tifosi Johnny Damon agli odiati Yankees.
Ma tutti i movimenti di mercato si rivelarono infine decisivi nel 2007: l'acquisto della superstar giapponese Daisuke Matsuzaka e l'arrivo in squadra del seconda base Dustin Pedroia, eletto matricola dell'anno alla fine della stagione, furono gli ultimi decisivi tasselli di quello che sarebbe stato un puzzle vincente.
Anche in questa occasione le emozioni più forti si ebbero per la conquista del titolo dell'American league. Questa volta non c'era da affrontare gli Yankees, in quanto gli odiati rivali erano stati eliminati al primo turno da un sorprendente Cleveland, il quale, per altro, stava per ripetersi in finale di lega, arrivando a vincere tre gare in fila dopo un insuccesso iniziale. Il 18 ottobre, allo Jacobs Field, i Cleveland Indians si giocarono la possibilità di accedere alle World Series, schierando il loro lanciatore più forte: C.C. Sabathia. Tuttavia i Red Sox, grazie anche ad una prova superlativa del loro asso, il lanciatore Josh Beckett, riuscirono a prevalere nel finale, riportare le serie a Boston e ad ottenere in seguito due larghe vittorie, che chiusero il confronto.
Nelle Word Series i finalisti per la National league erano i Colorado Rockies, autori di una spettacolare rimonta, con una serie impressionante di vittorie, nelle ultimissime 15 giornate della stagione regolare, che avevano continuato ad impressionare anche nella post season, accedendo alle World Series con un percorso netto di sette vittorie consecutive. Tanta foga tuttavia non dette frutti sperati nella serie finale ed i più forti Red Sox si aggiudicarono il titolo in sole quattro partite, senza mai dare l'impressione di trovarsi in difficoltà.

### Boston Strong e la vittoria nel 2013

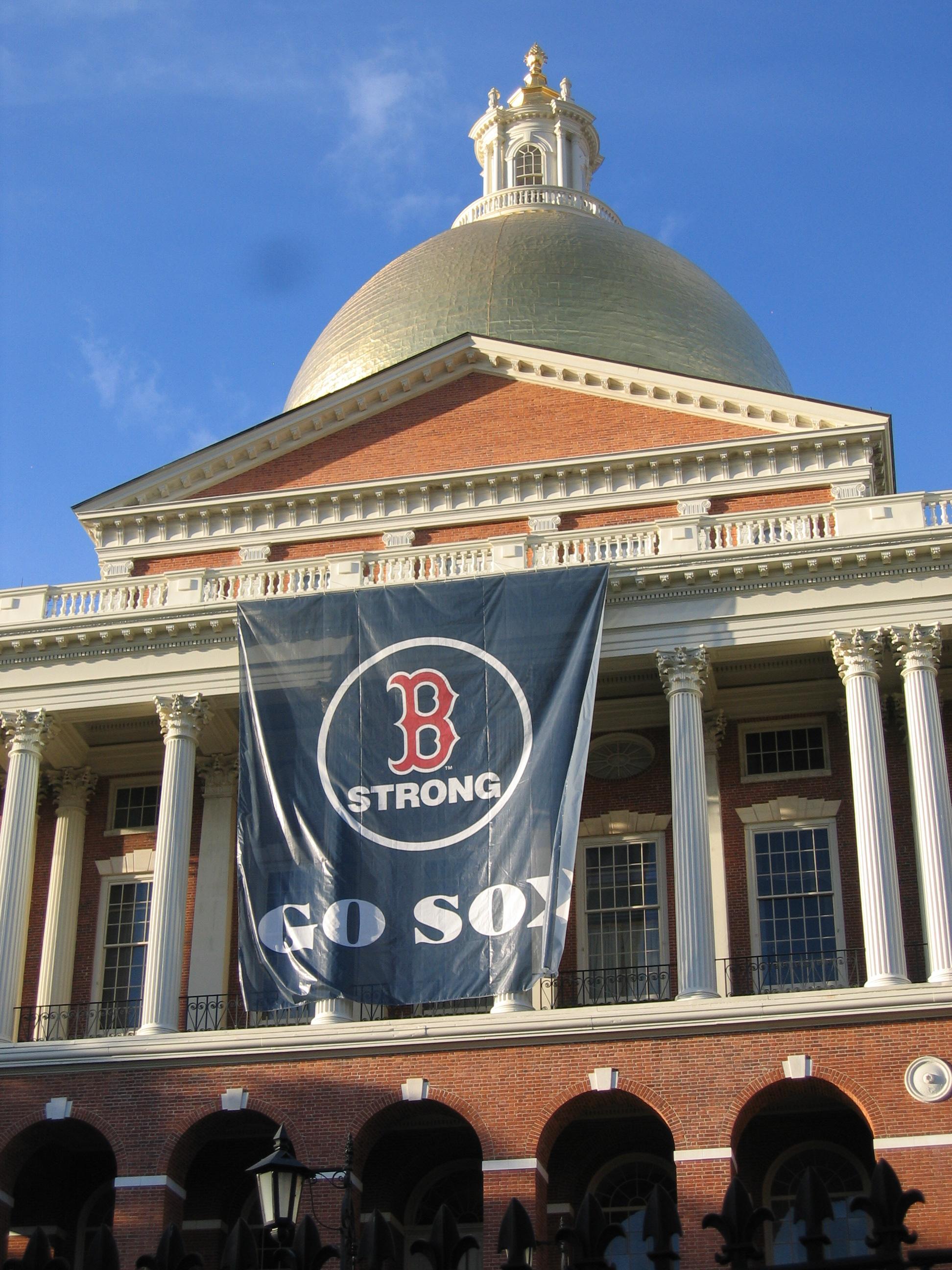
La Massachusetts State House con il logo B Strong

Nel 2013, dopo l'attentato alla maratona di Boston, i Red Sox conquistano l'ottavo titolo iridato. Il 20 aprile 2013, giorno successivo alla cattura degli attentatori, David Ortiz fece un discorso pre-partita in cui disse: «This is our fucking city! And nobody is going to dictate our freedom! Stay strong!» («Questa è la nostra fottuta città! E nessuno metterà in discussione la nostra libertà! Restate forti!»). Da quel giorno, per il resto della stagione la squadra appose sulle divise un adesivo con la scritta B Strong, letteralmente Be Strong, per commemorare le vittime.

## Statistiche
La migliore stagione per la franchigia è stata quella 2018 quando i Red Sox chiusero con un record di 108 partite vinte; la peggiore fu la 1932 con 43 gare vinte e ben 111 perse.
Le apparizione dei Red Sox alle World Series sono tredici: 1903, 1912, 1915, 1916, 1918, 1946, 1967, 1975, 1986, 2004, 2007, 2013 e 2018 con nove vittorie, nel 1903, 1912, 1915, 1916, 1918, 2004, 2007, 2013, 2018.
Per dodici volte un giocatore dei Red Sox ha ricevuto il MLB Most Valuable Player award: nella stagione 1912 Tris Speaker, nel 1938 Jimmie Foxx, nel 1946 e nel 1949 Ted Williams, nel 1958 Jackie Jensen, nel 1967 Carl Yazstrzemski, nel 1975 Fred Lynn, nel 1978 Jim Rice, nel 1986 Roger Clemens, nel 1995 Mo Vaughn, nel 2008 Dustin Pedroia e nel 2018 Mookie Betts.
Per due volte un manager dei Red Sox ha ricevuto il MLB Manager of the Year award: nel 1986 John MacNamara e nella stagione 1999 Jimy Williams.
Per cinque volte un giocatore al primo anno dei Red Sox ha ricevuto il MLB Rookie of the Year award: è successo nella stagione 1950 a Walt Dropo, nel 1961 a Don Schwall, nel 1972 a Carlton Fisk, nel 1975 a Fred Lynn e infine nel 1997 a Normar Garciapara.
Dustin Pedroia lo ha vinto nel 2007, ma aveva iniziato a giocare nei Red Sox già nel 2006.
Nella stagione 1975, Fred Lynn diventò il primo giocatore nella storia delle Major Leagues a conquistare nella stessa stagione i premi di MLB Most Valuable Player award e MLB Rookie of the Year award.

## Giocatori importanti

### Membri della Baseball Hall of Fame
| Hall of Famer dei Boston Red Sox |      |                  |      |
| Giocatore                        | Anno | Giocatore        | Anno |
| Luis Aparicio                    | 1984 | George Kell      | 1983 |
| Wade Boggs                       | 2005 | Heinie Manush    | 1964 |
| Lou Boudreau                     | 1970 | Juan Marichal    | 1983 |
| Jesse Burkett                    | 1946 | Pedro Martínez   | 2015 |
| Orlando Cepeda                   | 1999 | David Ortiz      | 2022 |
| Jack Chesbro                     | 1946 | Herb Pennock     | 1948 |
| Jimmy Collins                    | 1945 | Tony Pérez       | 2000 |
| Joe Cronin                       | 1956 | Jim Rice         | 2009 |
| Andre Dawson                     | 2010 | Red Ruffing      | 1967 |
| Bobby Doerr                      | 1986 | Babe Ruth        | 1936 |
| Dennis Eckersley                 | 2004 | Tom Seaver       | 1992 |
| Rick Ferrell                     | 1984 | Al Simmons       | 1953 |
| Carlton Fisk                     | 2000 | John Smoltz      | 2015 |
| Jimmie Foxx                      | 1951 | Tris Speaker     | 1937 |
| Lefty Grove                      | 1947 | Dick Williams    | 2008 |
| Rickey Henderson                 | 2009 | Ted Williams     | 1966 |
| Harry Hooper                     | 1971 | Carl Yastrzemski | 1989 |
| Waite Hoyt                       | 1969 | Cy Young         | 1937 |
| Ferguson Jenkins                 | 1991 |                  |      |

### Numeri ritirati

Ted Williams LF Ritirato il 29 maggio 1984
Joe Cronin SS Ritirato il 29 maggio 1984
Bobby Doerr 2B, All. Ritirato il 21 maggio 1988
Carl Yastrzemski LF, 1B, DH Ritirato il 6 agosto 1989
Carlton Fisk C Ritirato il 4 settembre 2000
Johnny Pesky 3B, SS, All. Ritirato il 23 settembre 2008
Jim Rice LF, DH, All. Ritirato il 28 luglio 2009
Pedro Martínez RHP Ritirato il 28 luglio 2015
Wade Boggs 3B Ritirato il 26 maggio 2016[6]
David Ortiz DH Ritirato il 23 giugno 2017[7][8]
Jackie Robinson Ritirato il 15 aprile 1997 per tutte le franchigie

I Red Sox considerano necessari due requisiti affinché un numero di un giocatore venga ritirato:
1. sia stato eletto nella National Baseball Hall of Fame
2. abbia giocato almeno 10 anni con i Red Sox

## Palmarès
| Categoria            | Titoli | Anni                                                                               |
| -------------------- | ------ | ---------------------------------------------------------------------------------- |
| World Series         | 9      | 1903, 1912, 1915, 1916, 1918, 2004, 2007, 2013, 2018                               |
| Titoli di Conference | 14     | 1903, 1904, 1912, 1915, 1916, 1918, 1946, 1967, 1975, 1986, 2004, 2007, 2013, 2018 |
| Titoli di Division   | 10     | 1975, 1986, 1988, 1990, 1995, 2007, 2013, 2016, 2017, 2018                         |
| Wild Card            | 7      | 1998, 1999, 2003, 2004, 2005, 2008, 2009                                           |

## Tradizioni
- La regola che nel corso degli anni i Boston Red Sox hanno seguito nella scelta dei giocatori da ricordare con la cerimonia di ritiro del numero di maglia, prevede due requisiti: il primo è che il giocatore in questione venga ammesso nella National Baseball Hall of Fame, il secondo è che il giocatore abbia giocato almeno 10 anni con i Red Sox. Fino al 2000 era previsto un terzo requisito, che richiedeva che il giocatore in questione avesse chiuso la propria carriera nei Sox; fu proprio per questo motivo che, all'ingresso nella Baseball Hall of Fame di Carlton Fisk, giocatore che aveva giocato la sua ultima stagione nelle file dei Chicago White Sox, i Red Sox dovettero firmare Fisk come assistente general manager con un contratto di un giorno, rendendo la sua carriera ufficialmente chiusa a Boston. Proprio in seguito a questa situazione nacque una discussione nella franchigia che portò alla riconsiderazione della regola, eliminando il terzo dei requisiti e considerando sufficienti solo gli altri due. Con l'eliminazione del terzo dei requisiti della regola attinente ai numeri da ritirare, altri ex-giocatori dei Boston Red Sox ammessi nella Baseball Hall of Fame ma che hanno concluso la carriera in altre squadre sono stati considerati per questo particolare riconoscimento. In particolare il numero 21 di Roger Clemens, pur non essendo stato ufficialmente ritirato dai Sox, non viene più assegnato a nessun membro. Fino alla fine degli anni novanta i numeri di maglia ritirati erano esposti al Fenway Park in base all'ordine cronologico in cui il ritiro era avvenuto: 9-4-1-8. In questo particolare ordine i numeri erano leggibili anche come una data, 4 settembre 1918, nella indicazione anglosassone 9/4/'18, data della gara di una delle World Series del 1918, le ultime vinte dai Red Sox prima della "maledizione del Bambino". Con l'inizio del nuovo millennio e con i lavori di restauro dell'impianto i numeri furono ridisposti in ordine crescente.

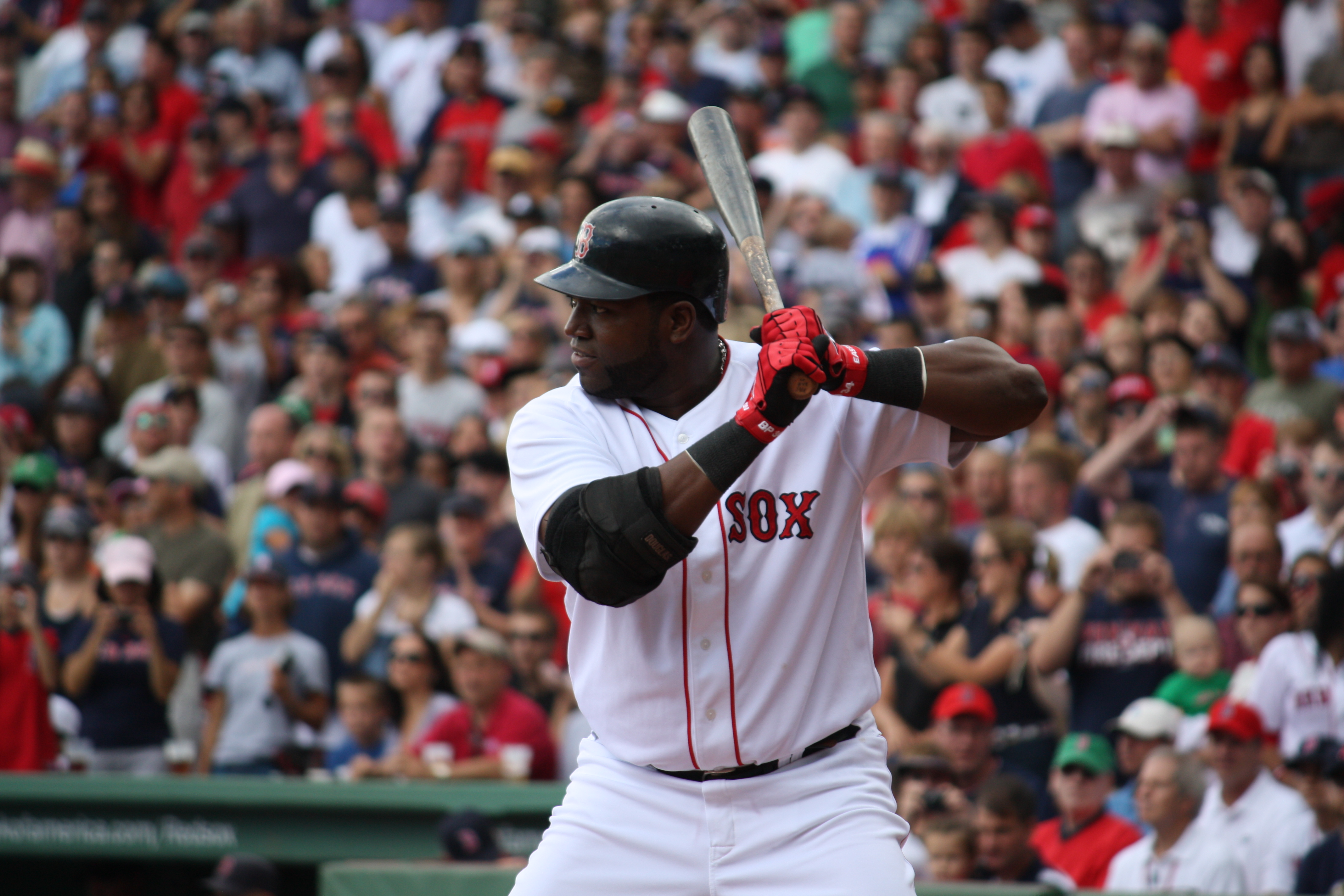
David Ortiz in battuta, 2009

- Il Fenway Park, storico stadio dei Boston Red Sox, è famoso per il particolare muro sul settore sinistro del campo, chiamato The Green Monster, il Mostro Verde. Alto più di 11 metri e lungo più di 73 metri, il Mostro Verde fu costruito nel 1934 a sostituzione di un muro protettivo esistente in precedenza. Alla base fu piazzato un tabellone segnapunti manuale che rimase in funzione fino al 1975, anno in cui Fenway Park si dotò di uno più moderno. Nonostante questo il tabellone manuale viene a tutt'oggi usato per l'indicazione dei risultati degli altri campi della MLB. Il 9 giugno del 1948, contro i Detroit Tigers, Ted Williams batté un fuoricampo di 153 metri, il più lungo mai misurato al Fewnay Park, che si spense nel settore di destra dello stadio. Per ricordare quell'evento, oggi al settore 42, fila 37, posto 21 esiste la Ted Williams' Seat, un'unica sedia rossa in mezzo alle altre, tutte di colore nero.
- Reverse the Curse, inverti la maledizione, è un famoso segnale stradale apparso durante i play-off del 2004 sul Longfellow Bridge, ponte che scavalca Storrow Drive WB poco prima che questa diventi Embankment Drive. Leggenda vuole che il cartello sia "apparso" durante la serie finale della American League conto i New York Yankees, quando il risultato era sul 3-0 per i newyorkesi e i Sox erano ad un passo dalla eliminazione. Dopo la storica vittoria nelle World Series del 2004 il cartello originale venne rimosso durante un'apposita cerimonia e donato ai Red Sox, sostituito con un altro corretto che in poco tempo fu modificato nuovamente.
- Da qualche anno è in vigore una particolare tradizione al Fenway Park: durante l'ottavo inning viene suonata la canzone "Sweet Caroline" di Neil Diamond. In realtà la canzone non ha nessun particolare riferimento al baseball, né Neil Diamond ha qualche relazione con la squadra di Boston. Semplicemente la tradizione ha preso piede e si è rafforzata durante la stagione 2004, proprio con la vittoria del titolo. "Se non canti Sweet Caroline è come se non fossi alla partita" è una delle convinzioni più diffuse tra i tifosi dei Sox.

## I Red Sox nella cultura di massa
- Nel 2005 uscì nelle sale cinematografiche il film L'amore in gioco dei fratelli Peter e Bobby Farelly, conosciuto negli Stati Uniti d'America con il titolo Fever Pitch. Il film, interpretato da Drew Barrymore e Jimmy Fallon, narra la storia di Ben, un insegnante di scuola con una sfrenata passione per i Boston Red Sox. Basato sul libro Febbre a 90' (Fever Pitch) di Nick Hornby, di cui era già uscita una versione cinematografica più fedele all'originale, conosciuta in Italia come Febbre a 90°, il film presenta numerosi filmati girati al Fenway Park durante la stagione 2004. Inizialmente la sceneggiatura prevedeva un finale agrodolce con il prevedibile lieto fine della storia d'amore e l'ennesima sconfitta dei Red Sox durante la post-season; tuttavia i sorprendenti play-off dei Red Sox e la vittoria finale nelle World Series portarono i fratelli Farrelly a riscrivere il finale con l'inclusione di scene girate durante la serie finale e durante i festeggiamenti per le vie di Boston.

## Affiliate nella Minor League
| Livello | Team              | League                  | Città                                |
| ------- | ----------------- | ----------------------- | ------------------------------------ |
| AAA     | Worcester Red Sox | Triple-A East           | Worcester, Massachusetts             |
| AA      | Portland Sea Dogs | Double-A Northeast      | Portland, Maine                      |
| A+      | Greenville Drive  | High-A East             | Greenville, Carolina del Sud         |
| A-      | Salem Red Sox     | Low-A East              | Salem, Virginia                      |
| Rookie  | FCL Red Sox       | Florida Complex League  | Fort Myers, Florida                  |
| Rookie  | DSL Red Sox Blue  | Dominican Summer League | Santo Domingo, Repubblica Dominicana |
| Rookie  | DSL Red Sox Red   | Dominican Summer League | Santo Domingo, Repubblica Dominicana |